# Cyartonema elegans
Cyartonema elegans is een rondwormensoort uit de familie van de Aegialoalaimidae. De wetenschappelijke naam van de soort is voor het eerst geldig gepubliceerd in 1977 door Jayasree & Warwick.